# Wappen Guatemalas
Das Wappen der Republik Guatemala ist im heraldischen Sinn nur ein hoheitliches Siegel, da der wappenbestimmende Schild nicht vorhanden ist. Viele Überarbeitungen führten zur jetzigen Form.

## Beschreibung
Auf zwei gekreuzten Gewehren mit aufgepflanzten Bajonetten und goldbegrifften silbernen Säbeln sitzt ein Quetzal, vor dem auf einer Schriftrolle in roten Majuskeln steht LIBERTAD 15 DE SEPTIEMBRE DE 1821 (spa., "Freiheit 15. September 1821"). Grüne Lorbeerzweige umgeben das Symbol.

## Symbolik
Der Quetzal, aus dessen langen Schwanzfedern früher der Kopfschmuck der Maya-Häuptlinge gefertigt wurde, ist der Wappenvogel. Der 15. September 1821 gilt als der Tag der Unabhängigkeit Guatemalas. Grüne Lorbeerzweige, die Gewehre und Säbel sind Symbole für den Kampf um die Unabhängigkeit.

Flagge Guatemalas

Das Wappen findet sich auch in der Flagge Guatemalas.